# Емануил Сотириадис
Емануил Сотириадис, известен като капитан Тромарас (на гръцки: Εμμανουήλ Σωτηριάδης, Καπετάν Τρομάρας), е гръцки офицер и революционер, деец на Гръцката въоръжена пропаганда в Македония от началото на XX век.

## Биография
Сотириадис е офицер от гръцката армия и достига чин лейтенант. По време на гръцката въоръжена пропаганда от 1905 до 1907 година води андартска чета в Западна Македония и Мариово. Участва в сражението с турци край Влашка Блаца на 6 август 1905 година заедно с капитаните Павлос Нерандзис (Пердикас) и Илияс Кундурас (Фармакис). По-късно обединената чета се сражава с българска чета край Българска Блаца, като в битката се намесва и турска част срещу гърците. Участва в битката на Мурик и битката при Прекопана.
Четата му е разбита при Петалино и той се оттегля в Гърция. Константинос Мазаракис го определя като „капитан от първи ред“.